# Джон Джей
Джон Джей (на английски: John Jay) е американски политик, дипломат и юрист. Председател на Върховния съд на САЩ в периода 1789 – 1795 г.